# Функціональна структура популяції
Функціональна структура популяції містить декілька дуже важливих параметрів популяції. Важливим популяційним параметром, який здатний впливати на інші показники популяції, як саморегуляційної системи, є щільність популяції. 
Найпростіший метод її визначення  - перерахунок кількості особин на пробних площинках різного розміру. Так можна визначити й обсяг популяції – чисельність особин, якщо відома площа популяційного поля. Також для отримання реалістичнішої картини існує ще ряд показників: фітомаса в перерахунку на одиницю площі, або відношення об'єму надземної фітомаси до одиниці площі.
Щільність впливає на швидкість росту популяції, як правило викликаючи його сповільнення. Вона також впливає на перерозподіл ресурсів між органами рослин, в основному в бік зменшення репродуктивних органів, на інтенсивність, негативно впливає на фітомасу особин. 